# Match Panda
Le Match Panda (anglais : Panda Game) est un match annuel du football canadien entre les Gee-Gees d'Ottawa et les Ravens de Carleton. Lancé en 1955, ce match est parti de la rivalité entre l'Université d'Ottawa et l'Université Carleton, qui se situent toutes les deux dans la région de la capitale nationale. Le match fait partie de la saison régulière de la conférence SUO, mais sa célébrité est due à son histoire; la semaine précédant le match est parfois appelée «Semaine Panda».

## Histoire

### Le début
| \| Gee-Gees Ravens \| Localisations d'Ottawa et de Carleton. |
| Gee-Gees Ravens                                              |

En 1955, Bryan McNulty, un étudiant de l'Université d'Ottawa et rédacteur associé pour le Fulcrum, a décidé de promouvoir la rivalité entre l'Université d'Ottawa et l'Université Carleton. McNulty a demandé à Jack Snow, un bijoutier local, de donner un panda en peluche à l'Université d'Ottawa. L'université allait le désigner comme sa mascotte et lui donnerait le nom «Pedro». 
C'était la première fois que le match de football canadien entre ces universités devenait connu sous le nom de «Match Panda».
En 1967, McNulty a plus tard convaincu Snow de montrer le panda dans sa vitrine et a ensuite organisé le premier «Pandanapping», un rituel dans lequel Pedro serait volé de chaque campus de diverses manières la semaine précédant le match. Le «Pandanapping» s'aggravait au fil des ans. Cette série de vandalismes était sur le point de menacer l'avenir du Match Panda. Afin de sauvegarder le Match Panda, les organisateurs ont remplacé la « semaine de haine » avant le match par la « semaine de l'amour ».
En peu de temps, Pedro et le Match Panda sont devenus des icônes nationales. En 1958, après une victoire de 25-0 des Gee-Gees, Pedro a fait une tournée mondiale. Il a visité l'Université McGill à Montréal, l'Université Dalhousie à Halifax, l'Université Western Ontario à London, l'Université de la Colombie-Britannique à Vancouver, UCLA à Los Angeles et l'Alabama State University à Montgomery. Pedro se serait rendu en Europe et aurait même voyagé jusqu'au Pérou et au Mexique.
Le match est rapidement devenu le match de football le plus connu au Canada derrière la Coupe Grey et la Coupe Vanier. Le nombre de spectateurs au Match Panda a éventuellement dépassé les 16 000, ce qui était supérieur à celui de la Coupe Vanier cette année-là.
En 1977, pendant la mi-temps du Match Panda, des étudiants de l'Université d'Ottawa ont libéré cinq cochons d'une boîte sur laquelle était marqué «Carleton Pork Chops» (littéralement « côtelette de porc de Carleton ») et ont laissé ces cochons courir sur le terrain du match. La Société protectrice des animaux d'Ottawa a poursuivi les étudiants responsables.
En 1979, Pedro a pris sa retraite comme mascotte. Il a été transféré au Temple de la renommée du football canadien.
À la fin des années 1980, le Match Panda avait acquis la réputation d'être plus une beuverie qu'un match de football.[réf. nécessaire]

### La tragédie de 1987
Une tragédie pendant le Match Panda de 1987 a menacé l'avenir du match à nouveau : une balustrade défectueuse de la section Nord du stade a cédé et plus de 30 étudiants de Carleton sont tombés. Il y a eu de nombreux blessés (fractures, commotions cérébrales), et une étudiante s'est blessée à la nuque et a passé 20 jours dans le coma. 
De ce fait, pendant le Match Panda de 1988, les organisateurs ont renforcé sérieusement la sécurité au Parc Lansdowne. Ils ont aussi limité la quantité de billets disponibles. L'affluence au match de 1988 fut la plus basse.

### Dissolution et retour
Pendant le 4e quart du Match Panda de 1992, Ottawa était mené 6-3, mais les Gee-Gees ont réussi, dans les dernières minutes, un touché sur une passe de 35 verges et un autre touché au sol. Ottawa a remporté la victoire.
Le Match Panda de 1998 fut le 44ème et dernier match avant que l'Université Carleton ne décide de dissoudre son équipe de football canadien  (les Ravens) à la suite de nombreuses défaites. Cette décision met fin à la tradition du Match Panda et les Gee-Gee se retrouvent seule équipe de la ville pour la première fois depuis 53 ans.
En 2012, l'Université Carleton a décidé de rétablir son équipe de football canadien. Après une préparation d'un an, une nouvelle édition du Match Panda s'est jouée au Terrain des Gee-Gees à l'Université d'Ottawa en 2013. 
Le Match Panda 2013 a été un succès avec environ 4 000 fans qui ont inauguré le tout nouveau terrain des Gee-Gees. Le match a permis aux Gee-Gees de remporter le trophée Pedro après une victoire dominante de 35-10.

### Nouvelle ère à la Place TD
Il a été annoncé que le Match Panda 2014 devait avoir lieu au stade TD Place (ancien stade Frank-Clair) de 24 000 places, récemment rénové, retournant pour la première fois à son ancienne résidence au parc Lansdowne.
Le Match Panda en 2014 a été couronné de succès, la foule à la Place TD atteignant les 12 000 spectateurs. Les Ravens sont revenus avec un attrapé Hail Mary (en) à la dernière seconde, et ont remporté le match 33-31. Les fans ont immédiatement pris d'assaut le terrain, et le match reste officiellement inachevé, car dans la frénésie, la transformation d'un point n'a jamais été effectuée.
L'édition 2015 a attiré 17 596 spectateurs. C'était aussi le plus haut score d'un match Panda de tous les temps avec un score combiné de 93 points, écrasant le précédent record de 77 points de 1975.
En 2016[réf. nécessaire], les Gee-Gees, classés au septième rang, qui étaient invaincus (4V-0D) affrontaient les Ravens, classés au dixième rang (3-2). Dépassant le record de fréquentation de la saison précédente, le Match Panda de 2016 a accueilli 23 329 participants au Stade TD qui ont vu la victoire écrasante de Carleton sur Ottawa 43-23. C'était le match de football de la saison régulière de CIS le plus suivi sur les deux dernières décennies.

### Actualité
En 2017 Les Gee-Gees d'Ottawa ont été vaincu 33 à 30. Malgré leur volonté de gagner en mémoire de leur coéquipier décédé Loic Kayembe, ils n'auront rien pu faire.
La Place TD a accueilli 24 420 spectateurs cette année-là.
En 2018, les Gee-Gees mettent fin à la série de quatre victoires de Carleton en remportant le 50e Match Panda 38-27 et ramènent Pedro sur leur campus.

## Bilan saison par saison
| Victoire d'Ottawa | Victoire de Carleton |

| Année | Lieu                 | Gagnants | Gagnants | Perdants | Perdants | Series       | Notes                                                                              |
| ----- | -------------------- | -------- | -------- | -------- | -------- | ------------ | ---------------------------------------------------------------------------------- |
| 1955  | Parc Lansdowne       | Carleton | 14       | Ottawa   | 6        | Carleton 1-0 | Première édition du Match Panda.                                                   |
| 1956  | Parc Lansdowne       | Carleton | 14       | Ottawa   | 10       | Carleton 2-0 |                                                                                    |
| 1957  | Parc Lansdowne       | Ottawa   | 44       | Carleton | 0        | Carleton 2-1 | La plus large victoire dans l'histoire du Match Panda.                             |
| 1958  | Parc Lansdowne       | Ottawa   | 23       | Carleton | 0        | Égalisé 2-2  |                                                                                    |
| 1959  | Parc Lansdowne       | Ottawa   | 42       | Carleton | 0        | Ottawa 3-2   |                                                                                    |
| 1960  | Parc Lansdowne       | Ottawa   | 28       | Carleton | 6        | Ottawa 4-2   |                                                                                    |
| 1961  | Parc Lansdowne       | Ottawa   | 13       | Carleton | 12       | Ottawa 5-2   |                                                                                    |
| 1962  | Parc Lansdowne       | Ottawa   | 13       | Carleton | 10       | Ottawa 6-2   |                                                                                    |
| 1963  | Parc Lansdowne       | Ottawa   | 41       | Carleton | 21       | Ottawa 7-2   |                                                                                    |
| 1964  | Parc Lansdowne       | Carleton | 40       | Ottawa   | 33       | Ottawa 7-3   |                                                                                    |
| 1965  | Parc Lansdowne       | Ottawa   | 27       | Carleton | 19       | Ottawa 8-3   |                                                                                    |
| 1966  | Parc Lansdowne       | Ottawa   | 28       | Carleton | 13       | Ottawa 9-3   |                                                                                    |
| 1967  | Parc Lansdowne       | Ottawa   | 36       | Carleton | 20       | Ottawa 10-3  |                                                                                    |
| 1968  | Parc Lansdowne       | Ottawa   | 28       | Carleton | 27       | Ottawa 11-3  |                                                                                    |
| 1969  | Parc Lansdowne       | Carleton | 21       | Ottawa   | 20       | Ottawa 11-4  |                                                                                    |
| 1970  | Parc Lansdowne       | Ottawa   | 29       | Carleton | 20       | Ottawa 12-4  |                                                                                    |
| 1971  | Parc Lansdowne       | Carleton | 28       | Ottawa   | 14       | Ottawa 12-5  |                                                                                    |
| 1972  | Parc Lansdowne       | Ottawa   | 31       | Carleton | 14       | Ottawa 13-5  |                                                                                    |
| 1973  | Parc Lansdowne       | Ottawa   | 21       | Carleton | 14       | Ottawa 14-5  |                                                                                    |
| 1974  | Parc Lansdowne       | Ottawa   | 48       | Carleton | 7        | Ottawa 15-5  |                                                                                    |
| 1975  | Parc Lansdowne       | Ottawa   | 55       | Carleton | 22       | Ottawa 16-5  | Ottawa remporte le championnat national.                                           |
| 1976  | Parc Lansdowne       | Ottawa   | 19       | Carleton | 14       | Ottawa 17-5  |                                                                                    |
| 1977  | Parc Lansdowne       | Carleton | 36       | Ottawa   | 16       | Ottawa 17-6  |                                                                                    |
| 1978  | Parc Lansdowne       | Carleton | 24       | Ottawa   | 13       | Ottawa 17-7  |                                                                                    |
| 1979  | Parc Lansdowne       | Ottawa   | 28       | Carleton | 16       | Ottawa 18-7  | Retrait du 1er Pedro.                                                              |
| 1980  | Parc Lansdowne       | Carleton | 30       | Ottawa   | 21       | Ottawa 18-8  |                                                                                    |
| 1981  | Parc Lansdowne       | Ottawa   | 29       | Carleton | 0        | Ottawa 19-8  |                                                                                    |
| 1982  | Parc Lansdowne       | Ottawa   | 19       | Carleton | 7        | Ottawa 20-8  |                                                                                    |
| 1983  | Parc Lansdowne       | Carleton | 28       | Ottawa   | 23       | Ottawa 20-9  |                                                                                    |
| 1984  | Parc Lansdowne       | Carleton | 30       | Ottawa   | 18       | Ottawa 20-10 |                                                                                    |
| 1985  | Parc Lansdowne       | Carleton | 34       | Ottawa   | 27       | Ottawa 20-11 |                                                                                    |
| 1986  | Parc Lansdowne       | Ottawa   | 30       | Carleton | 29       | Ottawa 21-11 |                                                                                    |
| 1987  | Parc Lansdowne       | Carleton | 8        | Ottawa   | 4        | Ottawa 21-12 | Tragédie de 1987.                                                                  |
| 1988  | Parc Lansdowne       | Ottawa   | 29       | Carleton | 9        | Ottawa 22-12 |                                                                                    |
| 1989  | Parc Lansdowne       | Ottawa   | 23       | Carleton | 11       | Ottawa 23-12 |                                                                                    |
| 1990  | Parc Lansdowne       | Ottawa   | 30       | Carleton | 17       | Ottawa 24-12 |                                                                                    |
| 1991  | Parc Lansdowne       | Ottawa   | 34       | Carleton | 15       | Ottawa 25-12 |                                                                                    |
| 1992  | Parc Lansdowne       | Ottawa   | 17       | Carleton | 6        | Ottawa 26-12 |                                                                                    |
| 1993  | Parc Lansdowne       | Ottawa   | 21       | Carleton | 3        | Ottawa 27-12 |                                                                                    |
| 1994  | Parc Lansdowne       | Carleton | 27       | Ottawa   | 15       | Ottawa 27-13 |                                                                                    |
| 1995  | Parc Lansdowne       | Ottawa   | 35       | Carleton | 8        | Ottawa 28-13 |                                                                                    |
| 1996  | Parc Lansdowne       | Ottawa   | 28       | Carleton | 0        | Ottawa 29-13 |                                                                                    |
| 1997  | Parc Lansdowne       | Ottawa   | 22       | Carleton | 19       | Ottawa 30-13 |                                                                                    |
| 1998  | Parc Lansdowne       | Ottawa   | 59       | Carleton | 17       | Ottawa 31-13 | Dernier match avant que l'équipe de football canadien de Carleton soit dissoute.   |
| 2013  | Terrain des Gee-Gees | Ottawa   | 35       | Carleton | 10       | Ottawa 32-13 | Premier Match Panda depuis le retour de l'équipe de football canadien de Carleton. |
| 2014  | Place TD             | Carleton | 33       | Ottawa   | 31       | Ottawa 32-14 | Carleton a remporté la victoire avec un passe Ave-Maria (en).                      |
| 2015  | Place TD             | Carleton | 48       | Ottawa   | 45       | Ottawa 32-15 | Carleton a remporté la victoire en prolongation.                                   |
| 2016  | Place TD             | Carleton | 43       | Ottawa   | 23       | Ottawa 32-16 |                                                                                    |
| 2017  | Place TD             | Carleton | 33       | Ottawa   | 30       | Ottawa 32-17 | Carleton a remporté la victoire en deuxième prolongation.                          |
| 2018  | Place TD             | Ottawa   | 38       | Carleton | 27       | Ottawa 33-17 | 50e Match Panda                                                                    |
| 2019  | Place TD             | Ottawa   | 32       | Carleton | 10       | Ottawa 34-17 |                                                                                    |
| 2021  | Place TD             | Ottawa   | 19       | Carleton | 17       | Ottawa 19-17 |                                                                                    |
|       |                      |          |          |          |          |              |                                                                                    |